# Video Greatest Hits – HIStory
Video Greatest Hits – HIStory là bộ sưu tập các video ca nhạc của Michael Jackson (gồm toàn bộ video các bài hát trong đĩa đầu của album HIStory, ngoại trừ "Man in the Mirror" và "She's Out of My Life") phát hành năm 1995 trên VHS, Video CD (trong thị trường châu Á) và Laserdisc và tái bản bởi Sony Music Video Enterprises năm 2001 dưới dạng DVD.

## Danh sách
1. Brace Yourself
2. Billie Jean
3. The Way You Make Me Feel
4. Black or White
5. Rock with You
6. Bad
7. Thriller
8. Beat It
9. Remember the Time
10. Don't Stop 'til You Get Enough
11. Heal the World
12. Credits ("Heal the World" xen kẽ)

## DVD Bouns
- Phiên bản 9 phút của "The Way You Make Me Feel"
- Video "Black or White" với cảnh "con báo" xen kẽ.
- Epic 18 phút phiên bản của "Bad", phiên bản ngắn trên VHS
- Dolby Digital 5.1 Surround Sound Mix.
- Danh sách ca khúc
- Lời tùy chọn

## Đạo diễn các Video
- Steve Barron (Billie Jean)
- Joe Pytka (The Way You Make Me Feel and Heal the World)
- John Landis (Black or White and Thriller)
- Bruce Gowers (Rock With You)
- Martin Scorsese (Bad)
- Bob Giraldi (Beat It)
- John Singleton (Remember the Time)
- Nick Saxton (Don't Stop 'Til You Get Enough)

## Xếp hạng
| Country     | Certification | Sales   |
| ----------- | ------------- | ------- |
| Mỹ          | 9x bạch kim   | 900,000 |
| Úc          | 5x bạch kim   | 75,000  |
| Áo          | Vàng          | 5,000   |
| Đức         | 3x Vàng       | 75,000  |
| Japan       | Vàng          | 100,000 |
| Mexico      | 7x bạch kim   | 300,000 |
| Tây Ban Nha | Bạch kim      | 25,000  |